# サン＝ルイ (グアドループ)
サン＝ルイ・ド・マリー＝ガラント(Saint-Louis de Marie-Galante)はカリブ海のフランス領グアドループにあるコミューンである。マリー・ガラント島の北西部に位置しており、同島で最大面積をもつコミューンである。

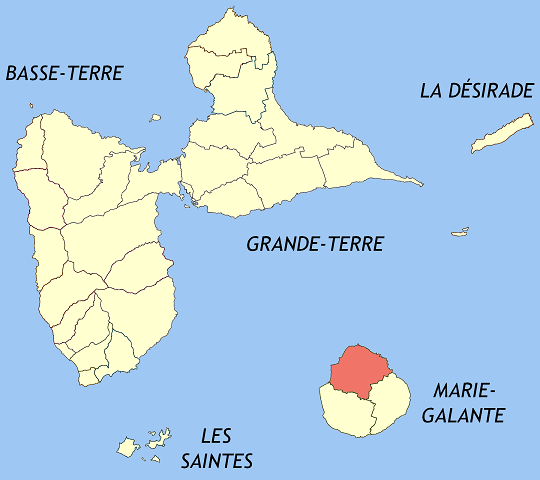
サン＝ルイの位置

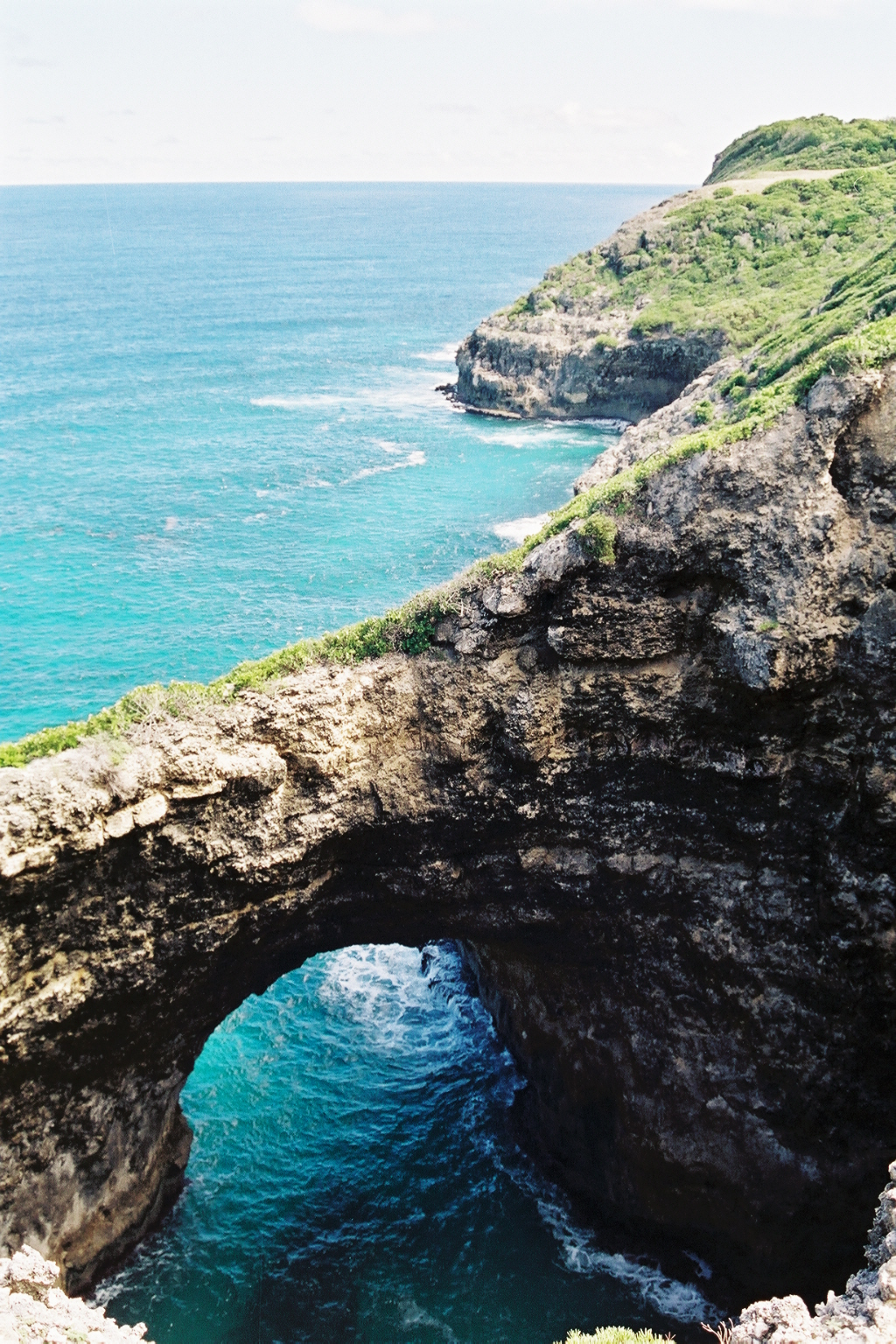
Gueule Grand-Gouffre